# Maskrosvin
Maskrosvin, Vinum taraxacumiense, är en typ av vin som jäses på socker och maskrosor. 
Tillverkningen av maskrosvin blev olaglig i Sverige år 1978. Den lag som då antogs förbjöd att mer än 30 % av etanolen kom från tillsatt socker (se mäsk), alltså socker som inte kommer från frukt eller bär, eftersom maskrosvin framställs genom jäsning av nästan enbart socker i vatten. Maskrosorna är huvudsakligen bara smakgivare, men den nektar, som blommorna innehåller, deltar givetvis också i jäsningsprocessen.
Lagen skrevs om 1994, så nu är det åter lagligt att tillverka maskrosvin.
Eftersom man ibland inte tillsätter någon jäst, utan jäsningen startar på grund av att det finns sporer från jästsvampar på maskrosorna och i luften, så kan även andra organismer följa med. De kan vara till exempel mögelsvampar, och då börjar vinet mögla istället.
Mögelsvampar undviks genom att i receptet ingående vatten skall vara kokhett, då det övergjutes blommorna. Därvid dödas all vildjäst. Den önskade jäsningen sätts i stället igång genom tillsats av renodlad vinjäst, som finns att tillgå i flera olika varianter, som var och en ger olika karaktär åt det färdiga vinet.
Somliga recept föreskriver att det gröna hyllet skall rensas bort, vilket är mycket tidsödande och måste företas inom några timmar efter skörden. Enligt andra recept kan hyllet vara kvar.